# Bahnhof East Croydon

Der Bahnhof East Croydon ist ein Schienenverkehrsknoten im London Borough of Croydon in der Travelcard Zone 5. Er ist der größte Londoner Bahnhof außerhalb der Travelcard Zone 1 und befindet sich in Eigentum der Network Rail, wird jedoch von Southern verwaltet. Nebst Southern-Zügen bedient auch Thameslink die Station, bis 2009 hielten auch CrossCountry- und Southeastern-Züge. Der Gatwick Express fährt ohne Halt durch.

## Geschichte

### London and Brighton Railway
1841 wurde der Bahnhof unter dem Namen Croydon von der London and Brighton Railway eröffnet, als sie das Teilstück London Bridge–Haywards Heath der heutigen Brighton Main Line eröffnete. Als die South Eastern Railway (SER) 1842 die BML bis Redhill zu nutzen begann, beteiligte sie sich ebenfalls am Betrieb des Bahnhofs. Mittels Vertrag vereinbarten die beiden Bahnen dieselben Tarife auf der Gemeinschaftsstrecke.

### London, Brighton and South Coast Railway
1846 fusionierte die L&BR mit der London and Croydon Railway zur London, Brighton and South Coast Railway, was die Umbenennung des Bahnhofs in Croydon East, da die L&CR ebenfalls einen Bahnhof Croydon besaß, der damals in Croydon West (heute West Croydon) umbenannte. 1860 bis 1862 erbaute die LB&SCR die Zufahrtsstrecken zum Bahnhof London Victoria. Dafür baute sie unmittelbar neben dem Bahnhof Croydon East, der damit den heutigen Namen East Croydon erhielt, zwei neue Bahnsteige. Diese wurden mit dem Namen New Croydon versehen und waren ein eigenständiger Bahnhof für sich, mit eigenen Fahrkartenverkaufsstellen. An ihm verkehrten ausschließlich LB&SCR-Züge, was der Gesellschaft erlaubte, den Vertrag mit der SER zu umgehen und günstigere Preise für die Reise nach Victoria einzuführen. Jedoch existierten Platzprobleme für endende Züge, die Lokomotiven hatten zu wenig Platz, um an das andere Zugsende zu gelangen, so dass die LB&SCR mittels parlamentarischer Bewilligung 1863 ihre Vorortszüge um 1,6 Kilometer zum neuen, heute noch existierenden Bahnhof South Croydon verlängerte, wo genügend Platz zum Wenden zur Verfügung stand. 1868 eröffnete die LB&SCR nach vierjähriger Bau- und Planungszeit eine 800 Meter lange Stichstrecke ins Stadtzentrum Croydons, da der Bahnhof East Croydon zu weit entfernt war. Die Linie erfreute sich jedoch nur geringer Beliebtheit, so dass sie bereits 1871 geschlossen wurde. Zwar wurde sie 1886 wiedereröffnet, nur um jedoch vier Jahre später, 1890, auf Druck der Stadtverwaltung endgültig stillgelegt zu werden. Das Gelände der ehemaligen Endstation, Croydon Central genannt, wurde mit dem heutigen Rathaus Croydons überbaut.

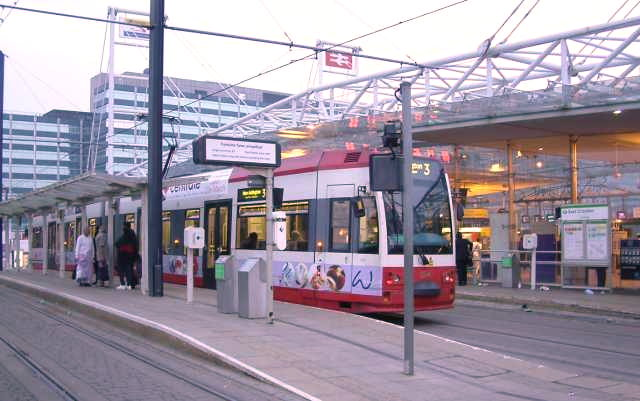
Eine Tramlink vor dem Bahnhof

### Tramlink
Im Mai 2000 wurde die damals noch unter dem Namen Croydon Tramlink laufende erste Straßenbahnlinie Londons seit der Einstellung 1952 eröffnet. Sie tangiert den Bahnhof East Croydon mit allen drei Linien und ermöglicht auch eine Verbindung zum Bahnhof West Croydon, die mit der Eisenbahn nicht gegeben ist.

### Umbauten
1894–1898
Dem stark ansteigenden Verkehrsaufkommen, auch auf der Brighton Main Line, war der ursprüngliche Bahnhof nicht gewachsen. Des Weiteren wurde eine Bahnstrecke von East Croydon nach Oxted und weiter in zwei Zweigstrecken nach East Grinstead und Uckfield erbaut, welche zwar erst nach dem Bahnhof South Croydon von der BML abzweigt, deren Züge jedoch auch den Bahnhof East Croydon passierten. Auch wurde das Nahverkehrsnetz im Süden Londons wurde stark ausgebaut, so entstand eine neue Linie von South Croydon nach Coulsdon, wo sie in die Quarry Line, die BML-Umgehungsstrecke des Bahnhofs Redhill, einmündete. Bis 1898 wurden auch die Bahnhöfe East Croydon und New Croydon zu einem einzigen Bahnhof mit den drei heute noch existierenden Mittelbahnsteigen gebaut, jedoch hatten sie weiterhin zwei verschiedene Namen. Aus East Croydon wurde East Croydon Main und aus New Croydon wurde East Croydon Local. Definitiv zu einem einzigen Bahnhof wurden sie 1924 mit der Zusammenführung zum heutigen Bahnhof East Croydon.
1990–1992

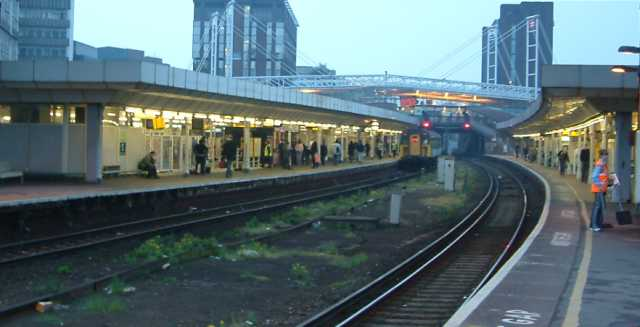
Die Bahnsteige mit dem Glasdach im Hintergrund

1990 wurde das über neunzig Jahre alte Empfangsgebäude abgebrochen und durch einen von der Architekturvereinigung Alan Brookes Associates geplanten Neubau ersetzt, dessen Stahl-Glasbau an eine ebenfalls neue, die Bahnsteige überspannende Stahl-Glas-Konstruktion, anschließt. Vier Stahlmasten halten, analog zu einer Hängebrücke, die Glashalle über den Bahnsteigen.
seit 2010
- Im September 2010 wurde bekannt, dass für 6 Millionen Pfund der Bahnhof um einen weiteren Eingang und einer über eine neue Brücke führende Verbindung ins Croydoner Zentrum erweitert wird.[5] Diese Verbindung wurde 2013 eingeweiht. Seither ist der Bahnhof stufenfrei zugänglich.

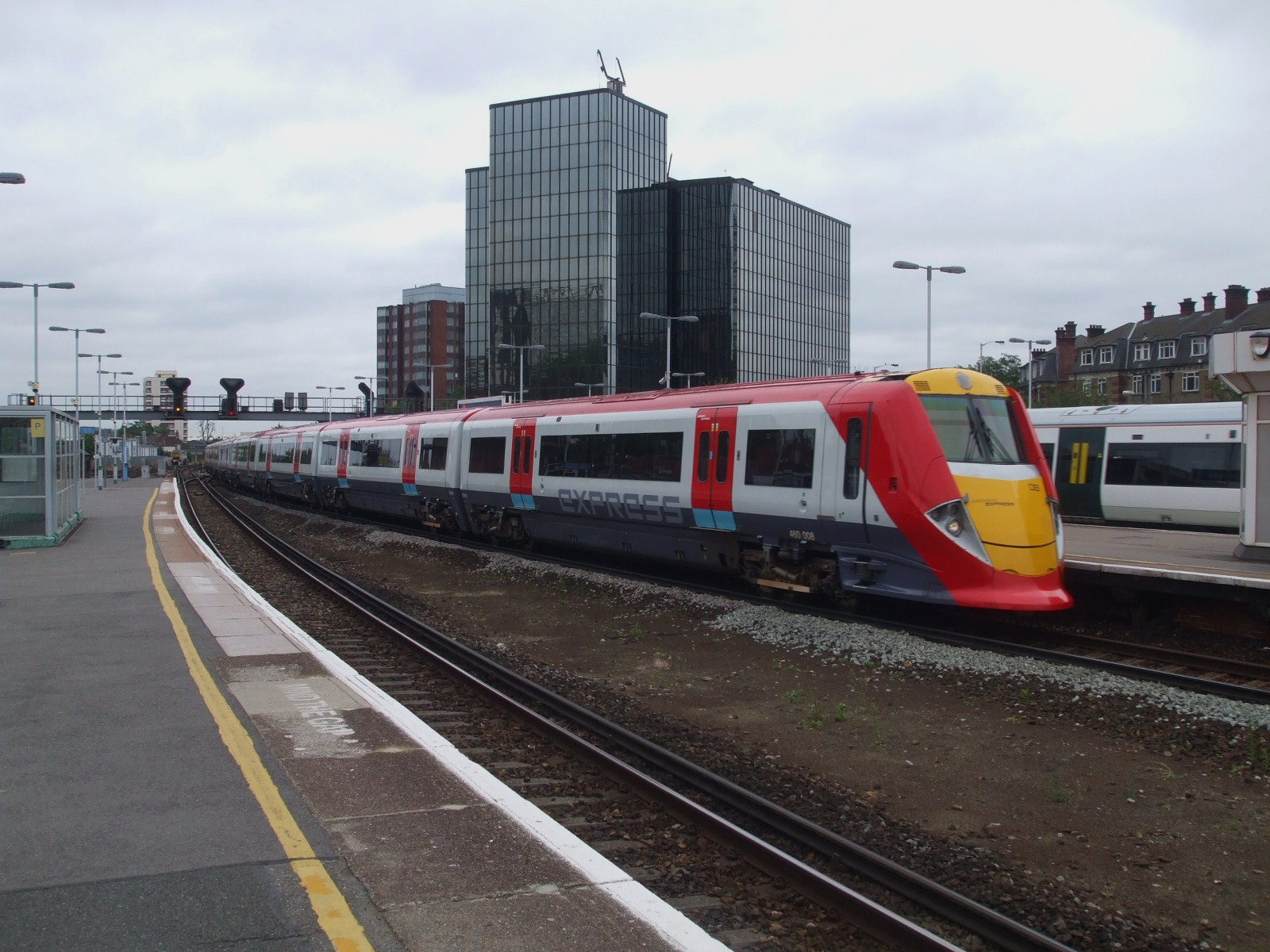
Ein Gatwick Express passiert East Croydon am Gleis 2 ohne Halt

## Gleisanlage
Alle sechs Gleise an den drei Mittelbahnsteigen werden immer noch für die Eisenbahn verwendet, 2000 kamen noch drei weitere Gleise für die Tramlink dazu, welche sich vor dem Haupteingang befinden.
- Gleis 1: Schnellzüge nordwärts nach London Victoria
- Gleis 2: Thameslink-Schnellzüge nordwärts nach Bedford und Schnellzüge südwärts nach Brighton und Eastbourne sowie zu weiteren Stationen an der Südküste
- Gleis 3: Schnellzüge südwärts nach Brighton und Eastbourne sowie zu weiteren Stationen an der Südküste
- Gleis 4: Schnell- und Regionalzüge nach London Bridge und vereinzelt auch nach Victoria
- Gleis 5: Endende Züge, meistens aus Milton Keynes
- Gleis 6: Regionalzüge nach Caterham und Tattenham Corner sowie Züge der Oxted Line nach Oxted, East Grinstead und Uckfield

## Bahnverkehr
Der operative Bahnverkehr obliegt Southern und Thameslink. Der Bahnhof verfügt über Direktverbindungen nach Brighton, Eastbourne, Cambridge oder Hastings.

### Southern
Auf der Achse London–East Croydon–Gatwick Airport bietet Southern bis zu 23 Verbindungen pro Stunde und Richtung an.
Das Angebot außerhalb der Hauptverkehrszeiten (Stand: Dezember 2022):
- 10 Züge pro Stunde nach London Victoria mit Halt nur in Clapham Junction
- 3 Züge pro Stunde to London Bridge ohne Halt
- 2 Züge pro Stunde nach London Bridge mit Halt an allen Stationen via Norbury
- 2 Züge pro Stunde nach Caterham und Tattenham Corner mit Flügelung in Purley
- 2 Zügep pro Stunde nach Oxted–East Grinstead
- 1 Zug pro Stunde nach Uckfield
- 2 Züge pro Stunde nach Reigate via Redhill
- 1 Zug pro Stunde nach Portsmouth & Southsea und Bognor Regis mit Flügelung in Horsham
- 1 Zug pro Stunde nach Southampton Central und Bognor Regis mit Flügelung Horsham
- 2 Züge pro Stunde nach Littlehampton via Worthing
- 1 Zug pro Stunde nach Eastbourne–Ore–Hastings
- 1 Zug pro Stunde nach Eastbourne
- 1 Zug pro Stunde nach Clapham Junction–Kensington (Olympia)–Watford Junction

Aufgrund von Bauarbeiten fallen die Southern-Züge zwischen London und Brighton in diesem Fahrplanjahr aus.

### Thameslink
Thameslink bietet in East Croydon außerhalb der Hauptverkehrszeiten acht Züge pro Stunde und Richtung an:
- 4 Züge pro Stunde nach Brighton
- 4 Züge pro Stunde nach Bedford
- 2 Züge pro Stunde nach Horsham via Redhill
- 2 Züge pro Stunde nach Three Bridges via Redhill
- 2 Züge pro Stunde nach Cambridge
- 2 Züge pro Stunde nach Peterborough

## Stadtverkehr

### Bus
Der Bahnhof ist ein wichtiger Busknoten mit Verbindungen einerseits ins Londoner Stadtzentrum, aber auch nach Bromley, Lewisham und Südlondon. Insgesamt bedienen elf Buslinien den Bahnhof, sieben weitere sind innerhalb von sieben Minuten zu Fuß im Croydoner Zentrum zu erreichen. Auch passiert Londons längste Buslinie, die X26, auf ihrem Weg vom Flughafen Heathrow nach West Croydon den Bahnhof East Croydon.

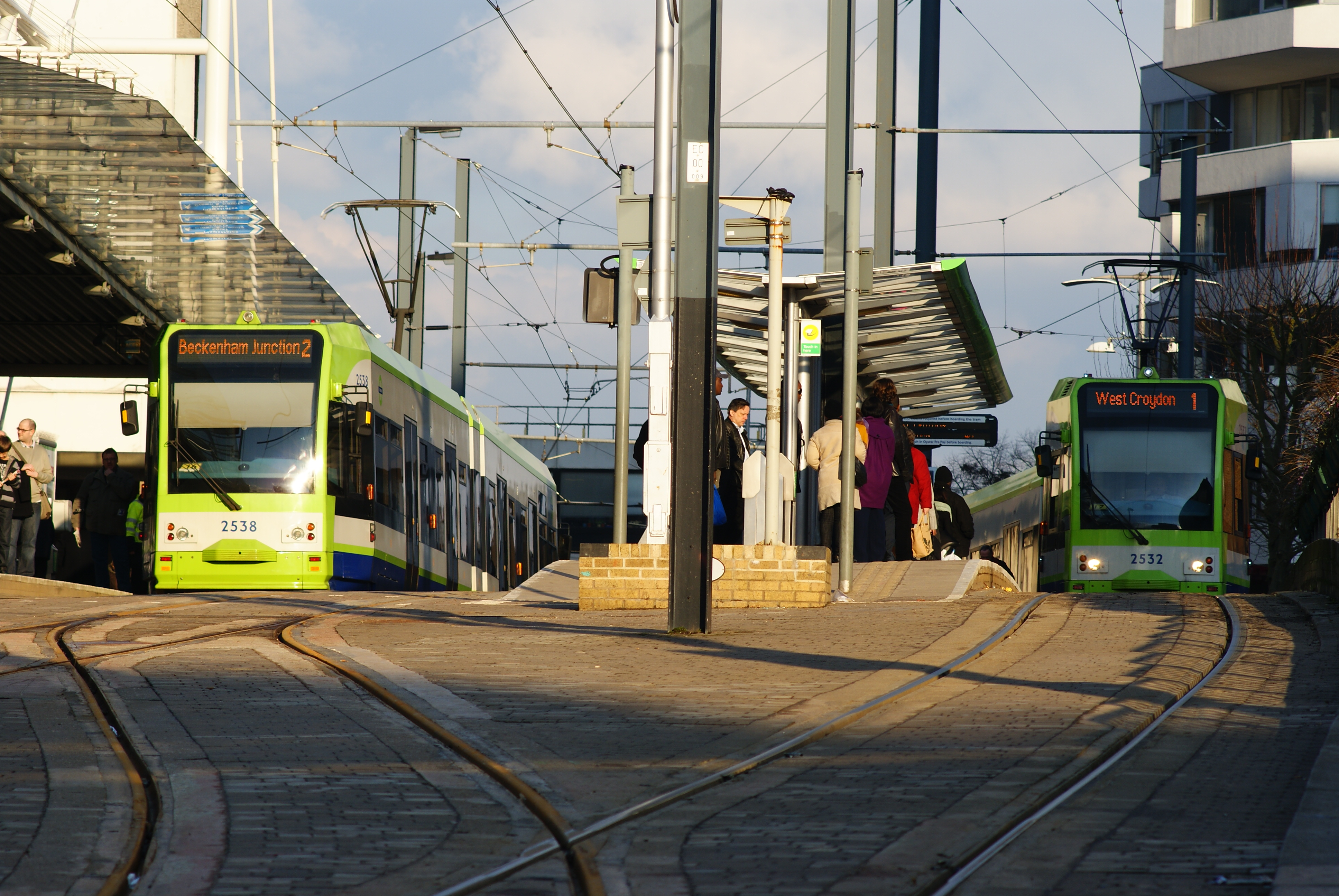
Straßenbahnen an der Tramlink-Haltestelle

### Tramlink
Die Tramlink, die ihre Haltestelle vor dem Haupteingang hat, bedient den Bahnhof mit allen drei Linien:
- Linie 1: West Croydon – East Croydon – Elmers End
- Linie 2: West Croydon – East Croydon – Beckenham Junction
- Linie 3: Wimbledon – Mitcham Junction – West Croydon – East Croydon – New Addington

## Fernwanderweg
Am Bahnhof East Croydon beginnt der 106,5 Kilometer lange Fernwanderweg Vanguard Way nach Newhaven an der englischen Südküste.